# Різанина у Межі
Різанина у Межі (алб. Masakra e Mejës) — масове вбивство понад 340 косовських албанців, здійснене сербськими поліцейськими, силами Югославської армії та сербськими військовими формуваннями. Розправи ймовірно стали реакцією на вбивство шести сербських поліцейських членами Армії визволення Косова. Вбивства відбувалися 27 квітня 1999 року в селі Межа біля міста Джяковіца, під час Косовської війни. Чоловіків висмикували з колон біженців на контрольно-пропускному пункті в Межі, а їхнім сім'ям наказували продовжувати йти до Албанії. Затриманих вбивали біля дороги. Різанина у Межі вважається найбільшою в Косовській війні за кількістю жертв.

## Передісторія
Межа — маленька католицьке село в Косові, розташоване за декілька кілометрів на північний захід від міста Джяковіца. 21 квітня 1999 року поряд з центром Межі, за тиждень до масових вбивств, бійці Армії визволення Косова влаштували засідку на поліцейський автомобіль, в результаті чого були вбиті шестеро сербських поліцейських, в тому числі один офіцер.
За даними жителя села, опитаного «Human Rights Watch», поліцейські прибули в Межу на коричневому автомобілі «Opel Ascona» за кілька хвилин до інциденту і цікавилися місцезнаходженням членів Армія визволення Косова. Одного з убитих звали Мілутіном Прашевічем, який за свідченнями ряду свідків був відповідальним за етнічні чистки, спрямовані проти албанців на цій території.

## Розправи
Вранці 27 квітня югославські урядові війська без попередження напали на село Межа, обстрілюючи й підпалюючи будинки. Сербські поліцейські та військові формування, які проникли в село, змушували жителів села збиратися біля школи. Від 100 до 150 чоловіків у віці від 15 до 50 років були відібрані з їхнього числа силовиками. Пізніше вони були розбиті на групи по 20 осіб і вбиті пострілом в голову. Водночас рано вранці 27 квітня, югославські й сербські сили систематично виганяли албанців з їхніх будинків на території між Джяковіцою і Юніком, розташованої на кордоні з Албанією. Вони оточували села, змушуючи їхніх жителів залишати свої будинки та рухатися вздовж дороги в бік Албанії. Частина біженців використовувала для цього трактори, інші ж переміщалися пішки.
Колони косовських албанців були змушені йти в сторону Межи, де сербські поліцейські, багато з яких приховували свої обличчя за допомогою чорних балаклав, влаштували контрольно-пропускний пункт. Там поліцейські та військові систематично грабували біженців, багатьох з яких били та погрожували їм смертю, якщо ті не бажали розлучатися зі своїми грошима і цінними речами.
Потім югославські й сербські силовики висмикували з колон біженців чоловіків у віці від 14 до 60 років. Албанці, які близько полудня рухалися через Межу, стверджували, що бачили сотні чоловіків, яких серби тримали під дулом автомата. Ті, хто переміщався через село в другій половині дня, стверджували, що бачили «велику купу тіл», оцінюючи їхнє число до трьохсот жертв.

## Жертви
Після падіння режиму Слободана Милошевича стало відомо, що тіла жертв різанини в Межі та Суві-Ріці за сприяння югославського Міністерства внутрішніх справ переміщалися на навчальний полігон югославської Спеціальної антитерористичної групи, розташований в Батайниці, передмісті Белграда, де були поховані в братських могилах. У масових похованнях в Батайниці були виявлені останки 287 жертв різанини в Межі. 1 серпня 2003 року 43 з них були повернуті та поховані в Межі. 26 серпня 2005 року тіла ще 21 албанця були відправлені в Косово і поховані в Межі. До березня 2008 року були ідентифіковані останки 345 жертв різанини в Межі, в той час, як ще 32 людини числилися зниклими.